# 冒牌伴郎生擒姊妹團
《冒牌伴郎生擒姊妹團》（英語：Wedding Crashers）是一部2005年的美國喜劇片，由大衛·鐸堅執導，奧雲·韋遜及雲斯·韋漢等主演。
電影內容描述兩名男子為了結識異性，多次闖入陌生人的婚禮，最後卻找到心上人之經歷。

## 演員
- 奧雲·韋遜 飾 約翰（John Beckwith）

男主角之一，離婚律師；常與好友傑洛米為了找一夜情對象，而不請自來的跑到陌生人的婚禮裡。遇見Claire之後不再花心。
- 雲斯·韋漢 飾 傑洛米（Jeremy Grey）

另一名男主角，約翰生意上的拍擋及私底下的好友；兩人常為了找一夜情對象，而不請自來的跑到陌生人的婚禮裡。
- 基斯杜化·華堅 飾 William Cleary

美國財政部長，參選總統有望；與妻子Kathleen育有四名子女；大部分時候平易近人，但他人對他家人不敬時會回擊；很喜歡航海。
- 麗素·麥雅當絲 飾 Claire Cleary

William及Kathleen中間的女兒，全職環保主義活動家；亦為約翰看上的女生。與男友Zachary感情不太契合。
- 艾絲拉·費雪 飾 Gloria Cleary

William及Kathleen的幼女，精神上不太穩定，更有點性慾亢進；完全迷上了傑洛米
- 珍·茜摩爾 飾 Kathleen "Kitty Kat" Cleary

William的太太，酗酒；曾嘗試引誘約翰
- Ellen Albertini Dow（英语：Ellen Albertini Dow） 飾 Mary Cleary

William的母親、Kathleen的奶奶、幾名後輩的祖母，與William一家同住
- 凱爾·奧唐尼爾（英语：Keir O'Donnell） 飾 Todd Cleary

William及Kathleen的兒子，藝術家，同性戀，性格略顯陰沉古怪；對傑洛米有意思
- 布萊德利·古柏 飾 Zachary "Sack" Lodge

Claire的男朋友，相當暴力；電影中的反派。
- 亨利·吉勃遜（英语：Henry Gibson） 飾 Father O'Neil

在不同婚禮中當主婚人的神父
- 珍妮佛·亞頓（Jennifer Alden） 飾 Christina Cleary

William及Kathleen的長女；約翰及傑洛米闖進的即是她的婚禮
- 韋·費路 飾 Chazz Reinhold

1993年教懂傑洛米怎樣闖婚禮的人
- 狄歐拉·貝爾德 飾 Vivian

約翰在其中一個婚禮上差點釣上了的女生
- 杜埃特·約肯（英语：Dwight Yoakam）及蕾貝嘉·狄·摩妮 飾 Kroger先生及太太

電影開頭時要離婚的夫妻

### 客串
- 詹姆斯·卡維爾（英语：James Carville） 飾 本人
- 約翰·麥凱恩 飾 本人

## 製作
主體拍攝於2004年3月22日開始，拍攝地包含洛杉矶、马里兰州和华盛顿哥伦比亚特区。

## 評價
《婚禮終結者》獲得的評價以正面為主， 爛番茄根據186條專業評論，獲得75%的新鮮度，平均得分6.7/10。Metacritic則依據39條評論，得出加權平均分數64分（滿分100分），代表「正面評論為主」。根據影院評分的民意調查，觀眾平均給予本片「A−」的評級分數。

## 參註
1. 1 2  . Box Office Mojo.   [2009-07-21]. （原始内容存档于2016-06-06）.
2. ↑  . The Hollywood Reporter 383 (7). 2004-03-23: 33-34, 51-52, 54, 56-58, 60, 62, 64 （美国英语）.ProQuest 2471878676
3. ↑  . Rotten Tomatoes.   [2022-05-18]. （原始内容存档于2015-02-03）.
4. ↑  . Metacritic.   [2002-05-18]. （原始内容存档于2022-05-16）.
5. ↑  . CinemaScore. （原始内容存档于2018-12-20）.

## 外部連結
- 冒牌伴郎生擒姊妹團
- AllMovie上《冒牌伴郎生擒姊妹團》的资料（英文）
- 互联网电影数据库（IMDb）上《冒牌伴郎生擒姊妹團》的资料（英文）
- 爛番茄上《冒牌伴郎生擒姊妹團》的資料（英文）
- Box Office Mojo上《冒牌伴郎生擒姊妹團》的資料（英文）